# Буйко, Пётр Михайлович
Пётр Миха́йлович Буйко́ (бел. Пётр Міхайлавіч Буйко); 19 [31] октября 1895 — 15 октября 1943) — профессор Киевского медицинского института, участник партизанского движения на Украине. Посмертно удостоен звания Героя Советского Союза в 1944 году.

## Биография
Пётр Михайлович Буйко родился 19 (31) октября 1895 в городе Бельске Гродненской губернии (ныне Подляское воеводство в Польше). По национальности — белорус. С 1921 года член ВКП(б). Во время Первой мировой войны Буйко был на фронте в качестве военфельдшера. Он участвовал в январском восстании 1918 года в Киеве против Центральной рады. Участник Гражданской войны. В 1922 году Буйко окончил Киевский медицинский институт. С 1933 года он работает в должности директора Киевского научно-исследовательского института педиатрии, акушерства и гинекологии, а с 1938 года — профессор Киевского медицинского института и доктор медицинских наук.
В Красную Армию вступил добровольцем в 1941 году. На фронте с самого начала Великой Отечественной войны. В должности хирурга медсанбата, в районе города Умань попал в плен к немцам. Был тяжело ранен осколком мины. Во время марша советские военнопленные подняли бунт и, перебив охрану, разбежались. Потерявшего сознание Буйко подобрали местные жители и положили в Фастовскую больницу. Ранение профессора представили как травму в дорожной аварии.
С февраля 1942 года Пётр Михайлович работал врачом Фастовской районной больницы. С этого времени он стал одним из организаторов подпольной работы и создания партизанских групп в сёлах. Организовывал лечение раненых партизан в больнице. Активно саботировал отправку рабочих — остарбайтеров — в Германию. В июле 1943 года деятельность Буйко была раскрыта. Он был вынужден уйти к партизанам, где стал врачом 4-го партизанского батальона под командованием А. С. Грисюка. 13 октября 1943 года — во время крупной облавы на партизан, в которой принимали участие около 1500 немцев и полицейских — Пётр Михайлович Буйко был арестован на плотине между сёлами Томашовка и Ярошевка. Несмотря на жестокие пытки, которые применяли к нему немцы, он не выдал ни связных партизан из села Пришивальня, ни самих партизан. 15 октября 1943 года Буйко был заживо сожжён гестаповцами в селе Ярошевка (в настоящее время в Фастовском районе Киевской области Украины).
Похоронен в селе Томашовка Фастовского района Киевской области.
Звание Героя Советского Союза Петру Михайловичу Буйко присвоено посмертно Указом Президиума Верховного Совета СССР от 7 августа 1944 года.

## Память
- На могиле Буйко установлен памятник[1]
- Имя Буйко носят Томашовская средняя школа и улица в Киеве[1]
- Улица Профессора Буйко в Киеве (Голосеевский район)
- аудитория #1 морфологического корпуса Национального медицинского университета им. А. А. Богомольца в Киеве названа в честь профессора Буйко.